# SunnyBAG
Die SunnyBAG GmbH ist ein österreichisches Unternehmen im Bereich der Solarenergie mit Hauptsitz in Graz und Zweigstellen in Shenzhen (China) und in Sunnyvale (USA). SunnyBAG entwickelt, erzeugt und vertreibt Solarpanele für die mobile Energieversorgung, die es erlauben mit Sonnenenergie Smartphones, Tablets und andere mobile Wegbegleiter unterwegs aufzuladen. Die SunnyBAG Produktpalette besteht in erster Linie aus Solar-Rucksäcken, Solar-Umhängetaschen und Solar-Schutztaschen für GoPro-Kameras, aber auch aus frei verwendbaren flexiblen und starren Solarpanelen ohne Tasche.

## Geschichte
SunnyBAG wurde im Jahr 2010 von Stefan Ponsold als Einzelunternehmen gegründet. Das erste Produkt war eine Solartasche, die zunächst noch von Stefan Ponsold selbst gelötet und genäht wurde. 2011 kooperierte SunnyBAG zum ersten Mal mit Hilfsorganisationen und gewann Auszeichnungen wie den Fast Forward Award, den Clean Tech Media Award (jetzt GreenTec Award) und den Primus Award. Im Jahr 2012 folgte die Umgründung zur SunnyBAG GmbH. Ende 2013 hatte Stefan Ponsold als Geschäftsführer der SunnyBAG GmbH seinen ersten großen TV-Auftritt in der Startup-Show "2 Minuten 2 Millionen" von PULS4, bei der kein Investment zustande kam. In den Folgejahren ergaben sich mehrere Kooperationen mit Hilfsorganisationen, wie SOS-Kinderdorf, Ärzte ohne Grenzen, UNICEF und der WHO, welche Ende 2014 die Auszeichnung mit dem AidEX Award mit sich brachte. 2015 finanziert SunnyBAG zum ersten Mal die Produktion einer neuen Produktgruppe über die damals neu in Österreich gestartete Crowdfunding-Plattform Kickstarter.com. Das über dies Kickstarter-Kampagne finanzierte Solarladegerät PowerTAB wurde im Sommer 2016 in einer leicht abgespeckten Version beim Diskonter Hofer angeboten. Im Herbst 2016 folgte die Teilnahme an der deutschen Gründer-Show Die Höhle der Löwen auf dem Fernsehsender VOX, bei der Ralf Dümmel zwar nicht als Investor, aber als Partner gewonnen werden konnte.
2017 kommt eine neue Entwicklung von SunnyBAG auf den Markt. Hierbei handelt es sich um eine All-in-one-VR-Brille, die auf der Crowdfunding-Plattform Kickstarter.com mehr als € 85.000 gesammelt hat. Außerdem wurde Mitte 2017 bekannt, dass sich das Unternehmen Kelag als Investor mit 40 Prozent am Unternehmen beteiligt, das nach eigenen Angaben seit Ende 2015 profitabel wirtschaftet. Rund 32.000 Taschen seien bisher bereits im Umlauf.

## Auszeichnungen
- Fast Forward Award 2011[15]
- Clean Tech Media Award 2011
- Primus Award 2011[16]
- Trigos-Preis Steiermark 2013[17]
- Sustainable Future Award 2013[18]
- AidEX Award 2014[19]
- ISPO Award 2017[20]